# Unitat Monetària Europea
| Moneda | Percentatge segons període | Percentatge segons període | Percentatge segons període |
| Moneda | 1979–1984                  | 1984–1989                  | 1989–1998                  |
| ------ | -------------------------- | -------------------------- | -------------------------- |
| BEF    | 9,64                       | 8,57                       | 8,183                      |
| DEM    | 32,98                      | 32,08                      | 31,955                     |
| DKK    | 3,06                       | 2,69                       | 2,653                      |
| ESP    | -                          | -                          | 4,138                      |
| FRF    | 19,83                      | 19,06                      | 20,316                     |
| GBP    | 13,34                      | 14,98                      | 12,452                     |
| GRD    | -                          | 1,31                       | 0,437                      |
| IEP    | 1,15                       | 1,20                       | 1,086                      |
| ITL    | 9,49                       | 9,98                       | 7,840                      |
| LUF    | -                          | -                          | 0,322                      |
| NLG    | 10,51                      | 10,13                      | 9,98                       |
| PTE    | -                          | -                          | 0,695                      |

La Unitat Monetària Europea també coneguda com a ECU (acrònim de l'anglès European Currency Unit) o (de símbol ₠ i de codi ISO 4217 XEU) va ser la unitat de compte monetària a la Comunitat Econòmica Europea (actualment Unió Europea) des del 13 de març del 1979 fins a finals del 1999. Es definia per la suma ponderada de les monedes dels estats membres.
Excepte en monedes commemoratives i sense valor de circulació legal, mai no va a arribar a existir com a moneda encunyada o paper moneda i va acabar sent substituïda per l'euro. L'acrònim provenia de l'anglès i era homònim amb una antiga moneda francesa écu o escut. Quan es va decidir implantar definitivament la moneda comuna europea es va triar un nom més neutre en totes les llengües.
Era una cistella de monedes composta per les monedes dels estats membres de la Comunitat Europea. El Mecanisme Europeu de Canvi va intentar minimitzar les fluctuacions entre les monedes dels estats membres i l'ECU, que al seu torn va ser utilitzat també en algunes transaccions financeres.L'ECU va ser concebut el 13 de març de 1979 com una unitat de comptabilitat interna. El codi de moneda ISO 4217 era XEU. El símbol va ser ₠.

## Història
Creat el 1979, l'ECU va ser fins al 31 de desembre de 1998 la unitat de compte del Sistema Monetari Europeu (SME) i dels documents jurídics i financers de la UE, es va emprar en crèdits sindicals i en les operacions comercials del mercat monetari, sent reemplaça pel Euro l'1 de gener del 1999.
El seu nom, ECU, etimològicament escut que prové del grec skytos, és representativa de la numismàtica francesa, la referència obligada a l'Europa continental durant quatre-cents anys, des del seu origen en el segle xiii, encunyades per primera vegada per Lluís IX, abans de partir a les croades, i que sota diferents empremtes, va circular fins al segle xvii.
ECU, per la seva ressonància francesa, no era del grat de tots, i el canceller d'Alemanya Helmut Kohl va assenyalar que li sonava igual a Ein Kuh, que en alemany es podria entendre com una vaca. A la reunió de Madrid del 12 desembre de 1995, es va optar per donar el nom d'Euro a la moneda única comunitària, tenint una paritat 1:1 amb l'ECU.
Mai es van encunyar monedes d'ECU, excepte per a ocasions commemoratives i per a col·leccionistes. Tampoc es van emetre bitllets oficials en aquesta unitat monetària, encara que sí es van repartir espècimens de bitllets de 10 ecus a la Expo 92 de Sevilla. En l'ECU es va inspirar l'ACU o Unitat Monetària Asiàtica.

## Funcionament
Es tractava d'una cistella de monedes, composta per la suma de quantitats fixes de dotze de les quinze monedes dels estats membres, estimant-se el percentatge de cadascuna d'elles en funció de tres criteris: la participació de cadascuna de les divises en el conjunt del comerç intracomunitari, el Producte Interior Brut de cada país i la seva quota en el Fons Europeu de Cooperació Monetària (FECM).
Recolzat pel Fons Europeu de Cooperació Monetària, l'ECU va exercir un paper fonamental en el mecanisme de tipus de canvi (MTC), en virtut del qual els estats membres havien de mantenir el valor de les seves monedes dins d'una banda percentual respecte d'una paritat central. No obstant això, l'ECU no depenia només del MTC. Les monedes dels membres de la UE que no pertanyien al MTC, com el Regne Unit i Itàlia, van continuar sent parts integrants de l'ECU.
La composició de l'ECU es va modificar en diverses ocasions, però va quedar congelada l'1 de novembre de 1993, quan va entrar en vigor el Tractat de la Unió Europea. Aquesta congelació havia de ser irrevocable fins al començament de la tercera fase de la Unió Econòmica i Monetària. No obstant això, va variar el tipus de canvi de cada moneda enfront de les monedes d'altres estats membres del SME i enfront del ECU. Si una moneda incrementava el seu valor respecte a totes les altres, eren necessàries menys unitats d'aquesta moneda per adquirir la mateixa quantitat de qualsevol de les restants monedes o de l'ECU de les que es necessitaven anteriorment.
Es va arribar a proposar el seu ús per a contractes d'esportistes d'elit, com va ser el cas d'Arvidas Sabonis.